# Drot
Drot war eine nordische Bezeichnung für Herr im Mittelalter und in der frühen Neuzeit.

## Bedeutung
Drot leitete sich von altdänisch drotten und dieses von altnordisch drótinn her. Es bezeichnete Herr in unterschiedlichen Zusammenhängen. Im Deutschen leitete sich daraus der Drost während der schwedischen Herrschaft in Nordostdeutschland ab.

## Drottenkirchen
Drot war im christlichen Sprachgebrauch auch eine Bezeichnung für Gott, Jesus, aber auch den Herrn der Finsternis
In Südschweden gab es zwei Drottenkirchen (dänisch Drottens kirka; schwedisch Drottens kyrka) in der Zeit der dänischen Herrschaft
- Drottens kyrka in Lund, wahrscheinlich aus dem frühen 11. Jahrhundert, als eine der ersten Kirchen in Skandinavien überhaupt
- Drottens kyrka in Visby, um 1240 von deutschen Kaufleuten gebaut, möglicherweise auf einer älteren Vorgängerkirche.

Beide Kirchen befanden sich in Städten mit Bistumssitzen und bildeten eine der ältesten Patroziniennamen in Skandinavien.